# Sommer-Paralympics 2016/Teilnehmer (Uruguay)
| stlisierte Goldmedaille | stlisierte Silbermedaille | stlisierte Bronzemedaille |
| ----------------------- | ------------------------- | ------------------------- |
| —                       | —                         | —                         |

Uruguay schickte vier Athleten zu den Paralympischen Sommerspielen 2016 in Rio de Janeiro. Dies war bereits die siebte Teilnahme des Landes.

## Teilnehmer nach Sportarten

### Judo
- Henry Borges, Superleichtgewicht (bis 60 kg), Rang 5

### Leichtathletik
Männer:
- Eduardo Dutra
  - 100 Meter T54: Vorlauf, 16,76 Sekunden, Rang 5
  - 400 Meter T54: Vorlauf, 57,08 Sekunden, Rang 7

### Reiten
Frauen:
- Alfonsina Maldonado auf Da Vinci, Grad IV, 59,857 %, Rang 8

### Schwimmen
- Gonzalo Dutra
  - 100 Meter Freistil S10: Vorlauf, 58,15 Sekunden, Rang 17
  - 100 Meter Brustschwimmen SB9: Vorlauf, 1:18,10 Minuten, Rang 14